# Geert Schaaij
Geert Schaaij (15 maart 1958) is een Nederlands vermogensbeheerder.  Sinds 1986 is hij actief als onafhankelijk vermogensbeheerder en beleggingsadviseur.  Hij is oprichter en directeur van het beleggingsadviesbureau Beursgenoten.

## Biografie
Na zijn opleiding aan het Nederlands Instituut Bank en Effectenwezen richt Geert Schaaij in 1986 een eigen vermogensbeheerbedrijf op: Funda Rend Vermogensbeheer. In 2001 fuseerde Funda Rend met International Assets met vestigingen in Baarn en Assen. In 2006 verkocht Geert Schaaij zijn aandelen in het bedrijf. Met de opbrengsten van de aandelen besloot Schaaij het over een andere boeg te gooien. In plaats van het vermogen van mensen te beheren, wilde hij onafhankelijke adviezen gaan geven.

## Boeken
In april 2009 verscheen zijn boek Beleggen met Geert Schaaij, volgens de auteur een "kookboek voor beleggers". In oktober 2011 verscheen er een driedelige serie Strategisch Beleggen met Geert Schaaij waarin de strategische kant van beleggen, van met name opties in is toegelicht.

## Overige functies
Naast directeur van Beursgenoten was Schaaij van 2008 tot en met 2018 voorzitter van de Raad van Toezicht voor OCRN, een praktijk voor diagnostiek en behandeling van leerstoornissen en kinder- en jeugdpsychiatrische problematiek. Schaaij is ook betrokken bij de Willeke Alberti Foundation, een stichting die actief is om het welzijn van ouderen en mensen met lichamelijke of geestelijke beperkingen te verbeteren.

## Dico-affaire
In 2006 werd er door de AFM aangifte gedaan tegen Schaaij. Schaaij kwam toen onder vuur te liggen, nadat hij in een uitzending van Business Class de beddenfabrikant Dico tipte als koopkandidaat. Later bleek dat International Assets, het bedrijf waar hij destijds directielid was, aandelen Dico had opgekocht via een onderhandse emissie. Het OM verweet Schaaij deze onderhandse emissie niet te hebben vermeld. De aangifte was omstreden, gezien Schaaij in de betreffende uitzending alsook op de website van International Assets, wel een positie in Dico had gemeld. Uiteindelijk is er een schikking getroffen. Schaaij werd door het Dutch Securities Institute tijdelijk geschorst, ook al was Schaaij hier destijds niet ingeschreven.

## Prijzen
Schaaij won in 2007 de Gouden Stier als 'Beste Beleggingsexpert' van Nederland. In 2008 won hij nog een Gouden Stier, ditmaal als 'Beste Beursidool' vanwege zijn adviezen over aandelen en beleggingen.
Privé won Schaaij samen met zijn vrouw in 2012 een Gouden Kei, vanwege het volledig in stijl restaureren van zijn landhuis, passend in het cultuurhistorisch karakter van de omgeving.